# Рид, Уиллис
Уиллис Рид-младший (англ. Willis Reed; 25 июня 1942, Хико, Луизиана, США — 21 марта 2023, США) — бывший американский профессиональный баскетболист и тренер. Играл на позиции центрового и тяжёлого форварда. 
Всю свою профессиональную игровую карьеру (1964—1974) он провел в «Нью-Йорк Никс».  Двукратный чемпион НБА в составе «Нью-Йорк Никс».  В 1982 году был введён в Зала славы баскетбола. В 1996 году он был признан одним из «50 величайших игроков в истории НБА». В октябре 2021 года Рид снова был отмечен как один из величайших игроков лиги всех времен, будучи включенным в команду, посвященную 75-летию НБА.
После того, как Рид завершил карьеру игрока, он почти десять лет работал помощником и главным тренером в нескольких командах, затем был назначен генеральным менеджером и вице-президентом по баскетболу (1989—1996) в «Бруклин Нетс».

## Биография
Родился 25 июня 1942 года в штат Луизиана, в приходе Линкольн. Он вырос на ферме в близлежащем Бернисе, штат Луизиана. Его родители старались, чтобы Рид получил образование на сегрегационном Юге. Рид проявил спортивные способности в раннем возрасте и играл в баскетбол в средней школе Вест-Сайд в Лилли, штат Луизиана.
Рид учился в Грамблингском государственном университете, исторически черном колледже. Играя за мужскую баскетбольную команду Grambling State Tigers, Рид набрал 2 280 очков за карьеру, набирая в среднем 26,6 очков за игру и 21,3 подбора за игру в выпускном классе. Он привел команду «Tigers» к одному титулу чемпиона NAIA и трем титулам Southwestern Athletic Conference. Рид также стал членом братства Phi Beta Sigma.
Скончался 21 марта 2023 года в возрасте 80 лет.

## Карьера в НБА
«Нью-Йорк Никс» выбрали Рида во втором раунде под восьмым номером на драфте НБА 1964 года. В марте 1965 года он набрал 46 очков в матче против «Лос-Анджелес Лейкерс», что стало вторым по величине показателем среди новичков «Никс». В сезоне 1964/65 он занимал седьмое место в НБА по набранным очкам (19,5 очка за игру) и пятое место по подборам (14,7 подбора за игру). 
Он играл на позиции центрового. Несмотря на относительно средний для баскетболиста рост, он компенсировал недостаток роста физической игрой, часто заканчивая сезоны с приличными средними показателями по блок-шотам и подборам.
Команда продолжала бороться в течение нескольких лет, и пополнялась хорошими игроками за счет сделок и драфта. В середине сезона 1967/68 Дик Макгуайр был заменен на посту тренера Редом Хольцманом.
Рид продолжал ежегодно принимать участие в Матче всех звёзд НБА. К этому времени он играл на позиции силового форварда, чтобы освободить место для Уолта Беллами. Рид набирал в среднем 11,6 подборов в сезоне 1965/66 и 14,6 подборов в сезоне 1966/67, оба показателя вошли в десятку лучших результатов в лиге. К последнему сезону он освоился на новой позиции, набирая в среднем 20,9 очков и занимая восьмое место в НБА.
В 1968/69 годах Рид набирал 21,1 очко за игру и набрал рекордные для франшизы 1 191 подбор, в среднем 14,5 подбора за игру.

### Первый чемпионат
В сезоне 1969/70 «Никс» выиграли рекордные для франшизы 60 игр и установили тогдашний односезонный рекорд НБА, выдав 18-матчевую победную серию. В 1970 году Рид стал первым игроком в истории НБА, который был назван самым ценным игроком Матча всех звезд НБА, самым ценным игроком регулярного сезона НБА и самым ценным игроком финала НБА в одном сезоне. В том же году он был включен в Сборную всех звёзд НБА и Сборную всех звёзд защиты НБА, а также был назван спортсменом года по версии ABC и MVP НБА по версии  Sporting News.
Самое известное выступление Рида состоялось 8 мая 1970 года во время седьмой игры финала НБА 1970 года против «Лос-Анджелес Лейкерс» в Мэдисон-сквер-гарден. Из-за тяжелой травмы бедра, разрыва мышцы, из-за которой он ранее не играл в шестой игре, считалось, что он вряд ли сыграет в седьмой игре. Однако Рид удивил болельщиков, выйдя на площадку во время разминки и вызвав бурные аплодисменты. Начав игру, он забил первые два мяча для «Никс» с первых двух попыток броска, что стало его единственными очками в игре. После игры в раздевалке победителей Говард Коселл сказал Риду по национальному телевидению: «Вы являетесь примером самого лучшего, что может предложить человеческий дух».

## Карьера игрока
Игрок клуба НБА «Нью-Йорк Никс» (1964-74). 2-кратный чемпион НБА (1970, 1973), MVP сезона 1970, 5 раз входил в символические сборные по итогам сезона (1970 — первая команда, 1967-69, 1971 — вторая команда). За ним в «Никс» закреплён номер 19. В 1982 году Рид был включён в Зал славы баскетбола, а в 1996 году — в число 50 лучших игроков за всю историю ассоциации.
В 1963 году Рид стал в составе сборной США чемпионом Панамериканских игр в Сан-Паулу. В том же году в составе сборной США занял четвёртое место на чемпионате мира по баскетболу в Бразилии.

## Статистика

### Статистика в НБА
| Сезон                                                                                    | Команда  | Регулярный сезон | Регулярный сезон | Регулярный сезон | Регулярный сезон | Регулярный сезон | Регулярный сезон | Регулярный сезон | Регулярный сезон | Регулярный сезон | Регулярный сезон | Регулярный сезон | Серия плей-офф | Серия плей-офф | Серия плей-офф | Серия плей-офф | Серия плей-офф | Серия плей-офф | Серия плей-офф | Серия плей-офф | Серия плей-офф | Серия плей-офф | Серия плей-офф |
| Сезон                                                                                    | Команда  | GP               | GS               | MPG              | FG%              | 3P%              | FT%              | RPG              | APG              | SPG              | BPG              | PPG              | GP             | GS             | MPG            | FG%            | 3P%            | FT%            | RPG            | APG            | SPG            | BPG            | PPG            |
| ---------------------------------------------------------------------------------------- | -------- | ---------------- | ---------------- | ---------------- | ---------------- | ---------------- | ---------------- | ---------------- | ---------------- | ---------------- | ---------------- | ---------------- | -------------- | -------------- | -------------- | -------------- | -------------- | -------------- | -------------- | -------------- | -------------- | -------------- | -------------- |
| 1964/65                                                                                  | Нью-Йорк | 80               |                  | 38,0             | 43,2             |                  | 74,2             | 14,7             | 1,7              |                  |                  | 19,5             | Не участвовал  | Не участвовал  | Не участвовал  | Не участвовал  | Не участвовал  | Не участвовал  | Не участвовал  | Не участвовал  | Не участвовал  | Не участвовал  | Не участвовал  |
| 1965/66                                                                                  | Нью-Йорк | 76               |                  | 33,4             | 43,4             |                  | 75,7             | 11,6             | 1,2              |                  |                  | 15,5             | Не участвовал  | Не участвовал  | Не участвовал  | Не участвовал  | Не участвовал  | Не участвовал  | Не участвовал  | Не участвовал  | Не участвовал  | Не участвовал  | Не участвовал  |
| 1966/67                                                                                  | Нью-Йорк | 78               |                  | 36,2             | 48,9             |                  | 73,5             | 14,6             | 1,6              |                  |                  | 20,9             | 4              |                | 37,0           | 53,8           |                | 96,0           | 13,8           | 1,8            |                |                | 27,5           |
| 1967/68                                                                                  | Нью-Йорк | 81               |                  | 35,5             | 49,0             |                  | 72,1             | 13,2             | 2,0              |                  |                  | 20,8             | 6              |                | 35,0           | 54,1           |                | 73,3           | 10,3           | 1,8            |                |                | 21,3           |
| 1968/69                                                                                  | Нью-Йорк | 82               |                  | 37,9             | 52,1             |                  | 74,7             | 14,5             | 2,3              |                  |                  | 21,1             | 10             |                | 42,9           | 51,0           |                | 78,6           | 14,1           | 1,9            |                |                | 25,7           |
| 1969/70                                                                                  | Нью-Йорк | 81               |                  | 38,1             | 50,7             |                  | 75,6             | 13,9             | 2,0              |                  |                  | 21,7             | 18             |                | 40,7           | 47,1           |                | 73,7           | 13,8           | 2,8            |                |                | 23,7           |
| 1970/71                                                                                  | Нью-Йорк | 73               |                  | 39,1             | 46,2             |                  | 78,5             | 13,7             | 2,0              |                  |                  | 20,9             | 12             |                | 42,0           | 41,3           |                | 66,7           | 12,0           | 2,3            |                |                | 15,7           |
| 1971/72                                                                                  | Нью-Йорк | 11               |                  | 33,0             | 43,8             |                  | 69,2             | 8,7              | 2,0              |                  |                  | 13,4             | Не участвовал  | Не участвовал  | Не участвовал  | Не участвовал  | Не участвовал  | Не участвовал  | Не участвовал  | Не участвовал  | Не участвовал  | Не участвовал  | Не участвовал  |
| 1972/73                                                                                  | Нью-Йорк | 69               |                  | 27,2             | 47,4             |                  | 74,2             | 8,6              | 1,8              |                  |                  | 11,0             | 17             |                | 28,6           | 46,6           |                | 85,7           | 7,6            | 1,8            |                |                | 12,5           |
| 1973/74                                                                                  | Нью-Йорк | 19               |                  | 26,3             | 45,7             |                  | 79,2             | 7,4              | 1,6              | 0,6              | 1,1              | 11,1             | 11             |                | 12,0           | 37,8           |                | 60,0           | 2,0            | 0,4            | 0,2            | 0,0            | 3,4            |
|                                                                                          | Всего    | 650              |                  | 35,5             | 47,6             |                  | 74,7             | 12,9             | 1,8              | 0,6              | 1,1              | 18,7             | 78             |                | 33,9           | 47,4           |                | 76,5           | 10,3           | 1,9            | 0,2            | 0,0            | 17,4           |
| Наведите курсор мыши на аббревиатуры в заголовке таблицы, чтобы прочесть их расшифровку. |          |                  |                  |                  |                  |                  |                  |                  |                  |                  |                  |                  |                |                |                |                |                |                |                |                |                |                |                |